# Азбучни убийства
Азбучни убийства е роман на английската писателка Агата Кристи, издаден през 1936 г. Главни действащи лица са Еркюл Поаро, капитан Артър Хейстингс и главният инспектор от Скотланд Ярд Джеймс Джап. Структурата на романа е необичайна, комбинират се разкази от първо и от трето лице. Първоначално този подход е използван от Чарлз Дикенс в Bleak House, а впоследствие Агата Кристи го използва в книгата си Мъжът с кафявия костюм. Това, което е необичайно е, че разказът от трето лице е възстановен от разказвача от първо лице, Хейстингс. Подходът показва опита на Кристи да експериментира с гледните точки, което е илюстрирано в Убийството на Роджър Акройд.

## Въвеждане в съдържанието
Внимание:  Текстът по-долу разкрива сюжета на произведението (или части от него)!
Романът проследява едноименните убийства и тяхното разследване, разказани от Артър Хейстингс, стар приятел на Поаро. Поаро получава писмо, написано на машина, и подписано A.B.C. Във всяко е посочена датата и мястото на всяко следващо убийство. A.B.C. действа по азбучен ред: Алис Ашър е собственичка на магазин за цигари е убита в магазина в Андоувър, Бети Бърнард е сервитьорка, убита в Бексхил, сър Кармайкъл Кларк е богаташ, убит в собствения си дом в Карстън (Churston). A.B.C. оставя при всяка жертва железопътен справочник на изданието ABC. Поаро се чуди за две неща: а) Защо АБС пише на него, а не Скотланд Ярд или на някой уважаван вестник и б) Защо педантичен човек като А.Б.С е сбъркал изписването на адреса на Поаро, когато е изпратил писмото от Карстън? 
 Всяка глава разказана от Хейстингс е последната от друга, в която се описват събития от живота на Александър Бонапарт Къст (Alexander Bonaparte Cust), пътуващ търговец. Къст, епилептик, бивш военен, е лишен от възможността да извършва различни дейности, поради травма на главата, която му причинява силно главоболие и краткотрайна загуба на памет. Междувременно, Поаро събира „Специална група“, съставена от близките на загиналите с надежда, че ще успее да намери някаква връзка между тях. Част от полицейския екип са инспектор Кроум, който се съмнява в детективските способности на Поаро и доктор Томсън, който се опитва да състави профил на серийния убиец.

## Сюжет
След като се среща с вдовицата на третата жертва, лейди Кларк, Поаро осъзнава, че има едно общо нещо между всички убийства: мъж, който продава копринени чорапи се появява в деня на всяко от убийствата.
А.Б.С изпраща на Поаро още едно писмо, което изпраща всички към Донакастър. Тъй като през този ден ще се проведе конно състезание, Поаро се надява, че ще намери убиеца там. Но АБС извършва убийството в киното, като жертвата е Джордж Ърлсфийлд, место Роджър Емануил Даунс (логичната жертва, стояща само две места по-нататък). Къст, за чието съществуване не се знае, след като преживява поредното си кратко неразположение, се измъква от киното незабелязан. По-късно намира в джоба си оръжието на убийството, а по ръкава му има кръв. 
 Полицията го намира припаднал на гарата в Андоувър, а когато е вкаран в затвора, неспособен да си спомни какво се е случило, той вярва, че е убиецът. След претърсване на стаята му са открити копринени чорапи; списък с клиенти; хартия, като тази, на която са написани писмата до Поаро; железопътни справочници; окървавения нож, използван при последното убийство. Полицията открива, че Къст никога не е бил наеман от фирма за чорапи, а писмата са написани на пишещата машина, за която той твърди, че му е предоставена от фирмата. Поаро се среща с Къст, но се съмнява във вината му, след като изслушва историята му: Къст има солидно алиби за убийството в Бексхил и няма спомен за никое от убийствата. Поаро отново събира „Специалната група“. Той категорично доказва, че Къст не е убиецът. По-късно, докато обсъждат писмото от Кърстън, Хейстингс посочва, че писмото сигурно трябвало да има за цел да се изгуби. Тогава Поаро осъзнава, че най-простото обяснение е правилното. Ако писмото е било изпратено до Скотланд Ярд няма да начин да се „изгуби“. По-логично е да сбъркаш нечий адрес, отколкото този на Скотланд Ярд. 
 Поаро разкрива, че АБС всъщност е Франклин Кларк, по-малкият брат на третата жертва. Франклин се страхува, че след смъртта на лейди Кларк, Кармайкъл ще се ожени за Тора Грей. Тогава наследството ще отиде в ръцете на Тора и децата, които тя може да има от Кармайкъл. Франклин решава да убие брат си, докато лейди Кларк е все още жива и го прави да изглежда все едно е част от серийни убийства. Франклин среща Къст случайно в бар и тогава му идва идеята за А.Б.С. Той наглася нещата така, че накрая Къст да изглежда виновникът. 
 Франклин се изсмива на твърденията на Поаро, но е обзет от паника, когато детективът заявява, че има отпечатъци по клавишите на пишещата машина на Къст и че е бил видян в компанията на Бети Бърнард – втората жертва. Франклин се опитва да се самоубие, използвайки пистолета си, но Поаро вече е успял да махне патроните. Полицията го задържа. Поаро казва на Къст, че трябва да иска по-голяма сума от пресата, която настоява да разкаже историята му, и изказва предположение, че главоболията му може да се дължат на очилата му. Поаро споделя с Хейстингс, че е блъфирал, когато е споменал за отпечатъците по пишещата машина. Поаро е доволен, че са имали още едно приключение с Хейстингс: „още веднъж бяхме на лов“.

## Действащи лица
- А.Б.С. – непознат студенокръвен сериен убиец. Той убива жертвите си в азбучен ред и оставя железопътен справочник АБС като визитна картичка на всяко местопрестъпление.
- Александър Бонапард Къст – пътуващ търговец, епилептик; продава копринени чорапи. Той се е бил във войната и получава удар по главата, след което стада от главоболия и краткотрайни загуби на паметта.
- Алис Ашър – първата жертва, разведена възрастна жена, нез деца, управляваща магазин за цигари в Андоувър.
- Франц Ашър – съпругът-алкохолик на Алис; в началото е заподозрян за убийството на жена му.
- Елизабет „Бети“ Бърнард – втората жертва, млада сервитьорка в Бексхил
- Меган Бърнард – по-голямата сестра на Бети, част от „Специалната група“ помагаща на Поаро в разследването.
- сър Кармайкъл Кларк – третата жертва от Кърстън. Богат мъж, без деца, жена му е болна от рак.
- лейди Шарлът Кларк – болната вдовица на сър Кармайкъл; пие доста лекарства, които често я водят до състояние на заблуда и раздразнение, но предоставя важна улика на Поаро.
- Франклин Кларк – по-малкият брат на сър Кармайкъл и негов наследник; той предлага на Поаро да се съберат роднините на убитите с цел да помогнат в разследването.
- Инспектор Кроум – назначен да разследва убийстото в Бексхил; няма високо мнение за Поаро
- Роджър Даунс – учител, намиращ се в киното в Донкастър. Въпреки че той е логичната жертва, вместо него е убит Джордж Ърлсфийлд; Даунс е стоял само на две места от жертвата, и се смята, че убиецът е направил неволма грешка.
- Мери Драъур – племенница на Алис Ашър, част от „Специалната група“
- Джордж Ърлсфийлд – четвъртата жертва в Донкастър
- Доналд Фрейзър – годеникът на Бети; първоначалният заподозрян за убийството на Бети; част от „Специалната група“
- Тора Грей – привлекателната млада асистентка на сър Кармайкъл Кларк; член на „Специалната група“
- Том Харингтън – приятел на Лили Марбъри, чиято майка е дала под наем стая на Къст. Той вижда Къст на гарата Юстън, с билет до Донкастър, и става подозрителен, когато Лили заявява, че Къст е казал, че отива в Челтнъм.
- Еркюл Поаро –белгийски детектив, известен с това, че използва „малките сиви клетки“ за разрешаване на загадките.
- Капитан Артър Хейстингс – стар приятел на Поаро и съдружник в разследванията; нетърпелив, с липса на въображение.
- Инспектор Джеймс Джап – друг стар приятел на Поаро, инспектор в Скотланд Ярд.
- доктор Томпсън – психолог, опитваш ще да състави профил на убиеца.

## Връзки с други творби
- В глава 1, Поаро намеква за ситуацията в романа от 1935 г. Трагедия в три действия. В същата глава, Поаро споменава за проваления му опит да се оттегли и да отглежда тиквички, което е описано в Убийството на Роджър Акройд.

- В глава 3, Поаро обяснява сюжет, който смята, че може да е перфектното престъпление; престъпление, което е такова предизвикателство, че „дори той“ ще го намери трудно за разрешаване. Това убийство – където някой е убит от един от четирима души, които играят бридж в една стая с жертвата – е тема в книгата на Кристи – Карти на масата, която е публикувана по-късно същата година.

- В глава 19, Поаро разсъждава върху първия си случай в Англия, където той „е събрал двама души, които се обичат чрез простия метод да арестува единия за убийство“. Става дума за Аферата в Стайлс, и хората, които има предвид са Джон и Мери Кавендиш.

## Връзки в други творби
Сюжетът на Азбучни убийства е споменат от детектив Джон Апълби в романа на Майкъл Инес Appleby’s End. В първата история на манга Детектив Конан (глави 393-397), както и в Kanya Festival arc на анимето Hyōka.

## Адаптации

### Филми
Първата адаптация на книгата е през 1965 г. Версията с участието на Тони Рандал като Поаро е повече комична, отколкото мистериозна.

### Радио
В адаптацията на Би Би Си участват Джон Мофат и Саймън Уилямс. Първото излъчване е на 22 март 2008 г.

### Телевизия
Книгата е адаптирана за телевизията през 1992 г., като част от поредицата Случаите на Поаро с Дейвид Сушей в ролята на Поаро. Адаптацията остава вярна на романа, с незначителни промени, като пропуснати действащи лица, а накрая убиецът се опитва да избяга, докато в романа се опитва да се самоубие. Други актьори, които участват са: Хю Фрейзър (капитан Хейстингс), Филип Джаксън (Главен инспектор Джап), Доналд Самтър (Александър Бонапарт Каст), Доналд Дъглас (Франклин Кларк), Никълъс Фаръл (Доналд Фрейзър), Пипа Гард (Меган Бърнард). Излъчен е на 5 януари 1992 г. във Великобритания. Продукцията включва сцена от филма „Номер 17“ на Алфред Хичкок. Сцената е гледана от Къст в киното в Донкастър.

### Аниме
Епизод от четири части на анимето Великите детективи на Агата Кристи:Поаро и Марпъл е основан на книгата.

### Компютърни игри
През 2009 г., DreamCatcher Interactive пускат видео игра за Нинтендо, със заглавие Агата Кристи: Азбучни убийства. Играчът е Хейстингс, и трябва да разреши мистерията, като изследва местопрестъплението и разпитва заподозрени. За да привлекат хората, запознати с книгата, играта предлага варианти с различни убийци, от което следва, че има различни улики и свидетелски показания през цялата игра. Играта е оценена на средно ниво, но е препоръчвана заради близостта си с книгата.

## Международни заглавия
- арабски: جرائم الأبجدية (Азбучни убийства)
- чешки: Vraždy podle abecedy (Азбучни убийства)
- датски: ABC Mysterie (Азбучни мистерии)
- енстонски: ABC mõrvad (Азбучни убийства)
- фински: "Aikataulukon arvoitus (Мистерията на железопътния справочник)
- френски: A.B.C. contre Poirot (A.B.C. срещу Поаро)
- немски: Die Morde des Herrn ABC (Убийствата на А.B.C.) (след 1962), първо издание от 1937: Der ABC Fahrplan (Разписанието ABC)
- гръцки: "Η Υπογραφή Του Δολοφόνου" (Подписът на убиеца)
- унгарски: Poirot és az ABC (Poirot and the Alphabet); Az ABC-gyilkosságok (Азбучни убийства)
- италиански: La serie infernale (Ужасяващата серия)
- японски: ABC殺人事件 (Азбучни убийства)
- норвежки: Mord etter alfabetet (Убийства според азбуката)
- полски: A.B.C.
- португалски: Os Crimes ABC (Азбучни престъпления)
- румънски: Ucigașul ABC (Азбучния убиец)
- руски: Убийство по алфавиту (Азбучно убийство), Убийства по алфавиту (Азбучни убийства)
- словашки: Vraždy podľa abecedy (Азбучни убийства)
- испански: El Misterio de la Guía de Ferrocarriles (Мистерията на железопътния справочник)
- турски: Cinayet alfabesi  (Азбучни убийства)